# Aase Hansen (skuespiller)
 For alternative betydninger, se Aase Hansen. (Se også artikler, som begynder med Aase Hansen)
Aase Hansen (13. januar 1935 i Vigerslev ved Søndersø – 25. februar 1993) var en dansk skuespillerinde.
Hun var elev af Paula Illemann Feder og blev uddannet fra skuespillerskolen ved Odense Teater i 1956. Efterfølgende havde hun roller på Andelsteatret, Aalborg Teater og Fiolteatret.

## Filmografi
- Støv for alle pengene (1963)
- Ta' det som en mand, frue (1975)
- Tro, håb og kærlighed (1984)
- Isolde (1989)
- Sirup (1990)
- Det forsømte forår (1993)